# 도로시 애봇
도로시 애봇(Dorothy Abbott, 1920년 12월 16일 ~ 1968년 12월 15일)는 미국의 배우, 텔레비전 배우, 영화배우, 연극 배우, 모델이다.

## 영화
- 디어 하트 (1964년)
- 페페 (1960년)
- 록-어-바이 베이비 (1958년)
- 감옥록 (1957년)
- 파드너스 (1956년)
- 사랑하거나 떠나거나 (1955년)
- 캐디 (1953년)
- 마이 페이버릿 스파이 (1951년)
- 이스트 사이드, 웨스트 사이드 (1949년) - 모델 역
- 테이크 미 아웃 투 더 볼 게임 (1949년)
- 면도날 (1946년)